# Otón I de Baviera
Otón I de Baviera (en alemán, Otto I. von Bayern; Múnich, 27 de abril de 1848-ibidem, 11 de octubre de 1916) fue rey de Baviera de 1886 a 1913. Debido a su enfermedad mental, no aparecía en público.

## Biografía
Otón fue hijo del rey Maximiliano II de Baviera y de su esposa, la princesa María de Prusia, y hermano del rey Luis II de Baviera. Como heredero al trono, fue instruido en la carrera militar en el ejército bávaro desde 1863. 
Cuando Guillermo I de Alemania fue proclamado emperador de la Alemania unificada el 18 de enero de 1871, en el Palacio de Versalles, Otón representó a su hermano, el rey Luis II de Baviera, que rehusó participar en la ceremonia. Más tarde, criticó la celebración como "ostentosa" y "desalentada" en una carta dirigida a Luis II.
Fue proclamado rey de Baviera en 1886, poco después del entierro de su hermano. Otón sufría una grave enfermedad mental (esquizofrenia) desde 1875. Fue confinado en el Castillo de Fürstenried con supervisión médica cuando empezó a mostrar signos graves de trastorno mental, que aconsejaron apartarlo del gobierno; en ocasiones se golpeaba contra la pared (estaba acolchonada por eso), y ladraba y caminaba como si fuera un perro. Debido a esto continuó la regencia que ya había sido instaurada durante los últimos días del rey Luis II, en la persona de su tío, el príncipe Leopoldo, quien sirvió como príncipe regente hasta su muerte. Su hijo, Luis, se convirtió en regente tras la muerte de su padre.
El 4 de noviembre de 1913, la constitución del Reino de Baviera fue enmendada para incluir la incapacidad mental como una de las causas de deposición del monarca. De esta forma, Otón perdió la corona en favor de su primo, que pasó a asumir el título de rey con el nombre de Luis III de Baviera. 
El depuesto Otón falleció en 1916 debido a un vólvulo intestinal. Su cuerpo fue expuesto públicamente. Solo entonces pudo ver la población a su rey por primera y única vez, además de algunas fotos tomadas en secreto por paparazzi en Fürstenried en los años anteriores. Se decretó luto nacional por tres meses. Su corazón se encuentra en la Capilla de Nuestra Señora de Altötting.

## Honores
Recibió las siguientes órdenes y condecoraciones:
- Reino de Baviera:
  - Caballero de la Orden de San Huberto
  - Comandante de la Orden al Mérito Militar
  - Cruz Memorial del Ejército (1866)[2]
  - Gran prior de la Alta Baviera de la Orden Real y Militar de San Jorge, 1868
- Imperio austrohúngaro: Caballero de la Orden del Toisón de Oro, 1869[3]
- Reino de Grecia: Gran Cruz de la Orden del Salvador
- Gran Ducado de Hesse: Gran Cruz de la Orden de Luis, 27 de abril de 1866[4]
- Santa Sede: Gran Cruz de la Orden del Santo Sepulcro de Jerusalén, 1869
- Reino de Portugal: Gran Cruz de la Orden de la Torre y de la Espada
- Reino de Prusia:
  - Caballero de la Orden del Águila Negra, 20 de octubre de 1867[5]
  - Cruz de Hierro (1870), 2ª Clase, 15 de enero de 1871[2]
- Imperio ruso:
  - Caballero de la Orden de San Andrés, 23 de abril de 1866
  - Caballero de la Orden de San Alejandro Nevski, en Diamantes
  - Caballero de la Orden del Águila Blanca
  - Caballero de la Orden de Santa Ana, 1ª Clase
  - Caballero de la Orden de San Estanislao, 1ª Clase
- España: Gran Cruz de la Orden de Carlos III, 26 de junio de 1868[6]
- Beylicato de Túnez: Gran Cordón de la Orden de la Gloria